# Anna Agustí
Anna Agustí i Bassa (Barcelona, 1954 - 2015) fue una historiadora del arte española, especializada en la obra de Antoni Tàpies.

## Biografía
En 1974 comenzó a colaborar con la Galería Maeght de Barcelona y, al inicio de la década de 1980, co la Galería Lelong de París. En el ambiente de estas galerías conoció al poeta y crítico de arte francés, Jacques Dupin, lo que le permitió entrar en contacto con la obra de Tàpies, que había expuesto en ambas salas. Dupin, además, era una de los representantes del artista. A partir de 1985 la actividad de Anna Agustí se centró en estudiar, localizar y documentar exhaustivamente la obra del pintor catalán entre 1943 y 2011 —salvo la obra gráfica—. Sus aportaciones en el estudio sobre el artista le llevó a estudiar todas las técnicas y materiales empleados por él, innovando la historiografía del arte con un léxico inexistente en español hasta ese momento. Su trabajo monumental sobre el pintor se encuentra en Tàpies. Obra completa (1943-2006), de la que han aparecido hasta ahora ocho volúmenes. Anna Agustí murió en 2015 a causa de un cáncer, pero pudo terminar de escribir la obra completa: el noveno y último volumen (2007-2011), así como un apéndice de erratas y actualizaciones.